# Tingo María
Tingo María is de hoofdstad van de provincie (provincia) Leoncio Prado in de regio Huánuco van Peru. 
De stad is gelegen in het district Rupa-Rupa. In 2015 telde Tingo María 56.932 inwoners. De stad heeft als eretitel La Bella Durmiente, de slapende schone.
Tot 1936 en de aanleg van de Montaña-weg was Tingo María zeer moeilijk bereikbaar.  Sindsdien groeide de stad fors, ook door een meer en meer ontwikkelde koffiecultuur in de streek. Sinds 1944 is de stad ook ontsloten door de plaatselijke luchthaven, de Aeropuerto de Tingo María. Tegenwoordig is de stad goed verbonden door het nationale wegennet met zowel Huánuco als Pucallpa. In de onmiddellijke omgeving van de stad is het 180 km² grote nationaal park van Tingo María gelegen.

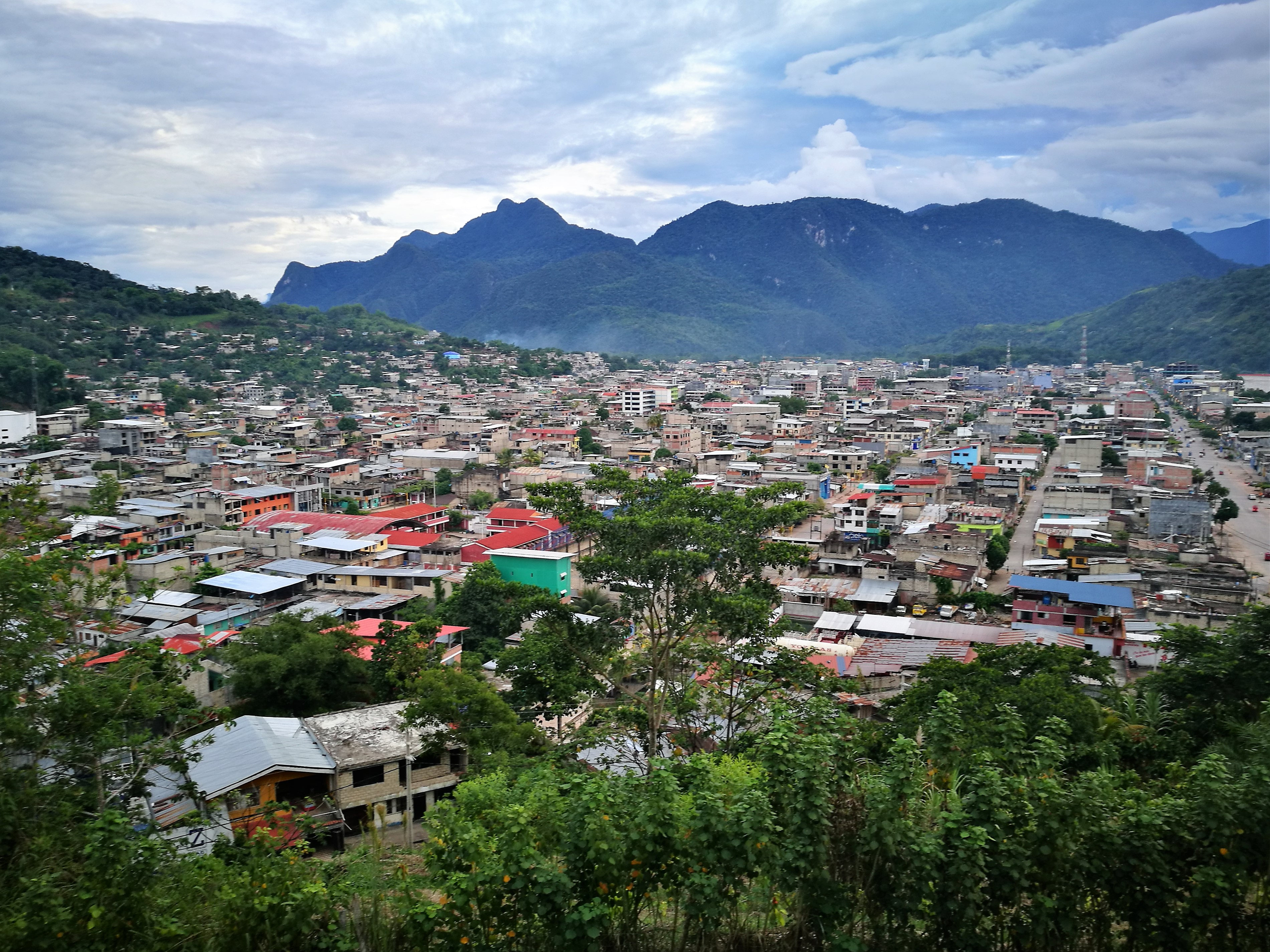
Zicht op de stad

Arequipa · Ayacucho · Cajamarca · Chiclayo · Chimbote · Chincha Alta · Cuzco · Huancayo · Huánuco · Huaraz · Ica · Iquitos · Juliaca · Lima · Pisco · Piura · Pucallpa · Puno · Sullana · Tacna · Tarapoto · Trujillo · Tumbes